# Сосна Станкевича
Сосна Станкевича (Pinus stankewiczii (Sukacz.) Fomin) — рідкісний ендемічний вид сосни, що росте в гірському Криму. Занесена до Червоної книги України.
В даний час сосна Станкевича розглядається не як самостійний вид, а як різновид сосни піцундської (Pinus pithyusa) (підвиду сосни калабрійської (Pinus brutia). Інша назва — сосна судацька.

## Загальна біоморфологічна характеристика
Вічнозелене дерево до 25 м заввишки. Росте швидко, плодоносити починає в 15-20 років. На гілках кора жовто-бура, відшаровується пластинками в основі стебла, має товщину до 10 см, стає буро-сірою. Хвоя світло-зелена, жолобчаста, 10-17 см завдовжки. Шишки жовто-бурі, яйцеподібні, 6-10 см завдовжки, поодинокі або розташовані по 2-3. Запилюється у квітні-травні. Плодоносить у вересні. Розмножується насінням.

## Ареал

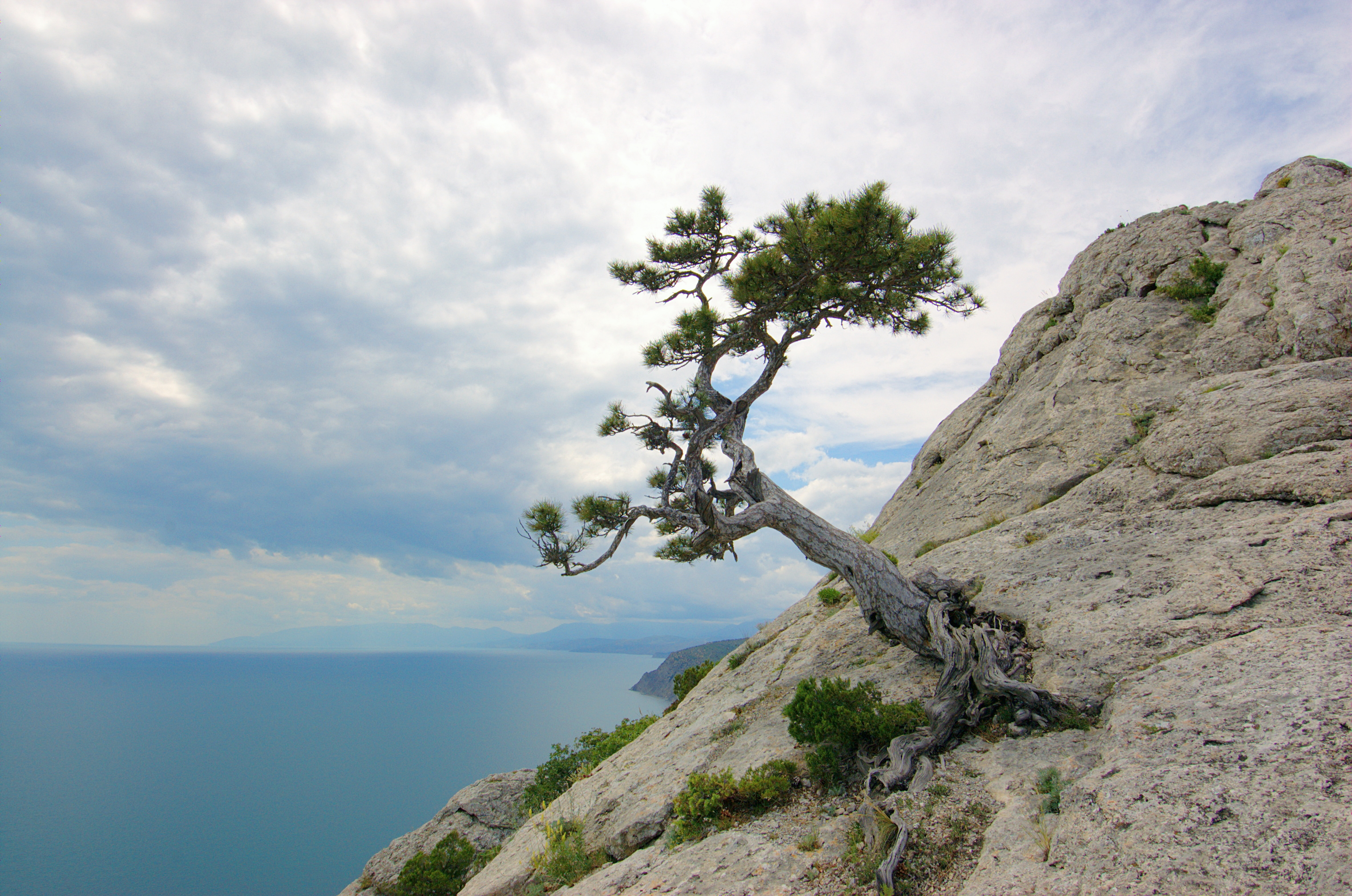

У природних умовах сосна Станкевича росте у Криму в двох районах: у західній частині Південного Криму, поблизу мису Айя (недалеко від м. Балаклави, урочища Аязьма, Батилиман, Ласпі), та у східній частині півострова — поблизу міста Судака (гора Сокіл, урочище Новий Світ, мис Ай-Фока).
Формує три локальні популяції, розміром приблизно 10-30 га, дерева різновікові, максимальний вік понад 200 років. У популяціях вид домінує (зімкненість крон 0,2-0,6), формує деревостан. В окремих місцях поновлення нормальне, хоча в цілому розмір популяцій скорочується. Сосна Станкевича має велике екологічне значення для збереження природних ландшафтів, як доволі стійка і невибаглива порода нижньої висотної зони
Південного Берега Криму.

## Умови місцезростання

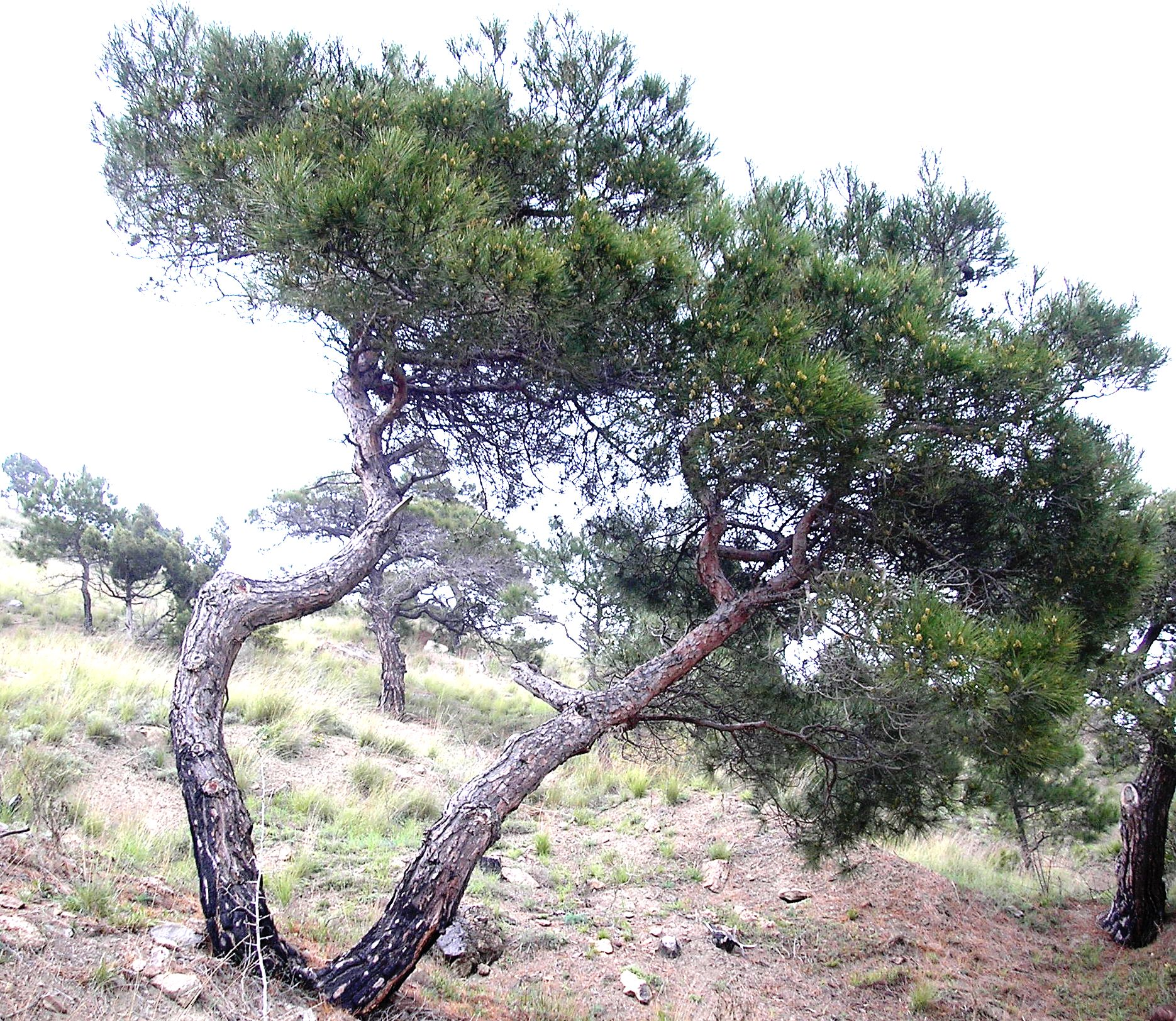
В урочищі Аязьма

Едифікатор лісів та рідколісь на крутих сухих приморських південних схилах (до висоти 250 м над рівнем моря) з щебенисто-кам'янистими коричневими ґрунтами, що підстилаються вапняками. Трапляється також у складі ялівцевих рідколісь. Ксерофіт.
Угруповання занесені до «Зеленої книги України». Вид охороняють у заказниках загальнодержавного значення «Мис Айя», «Новий Світ», «Караул-Оба».
| Червона книга України |                                                               |
|                       | Цей вид Сосна Станкевича занесений до Червоної книги України. |